# Trận Cuddalore (1758)

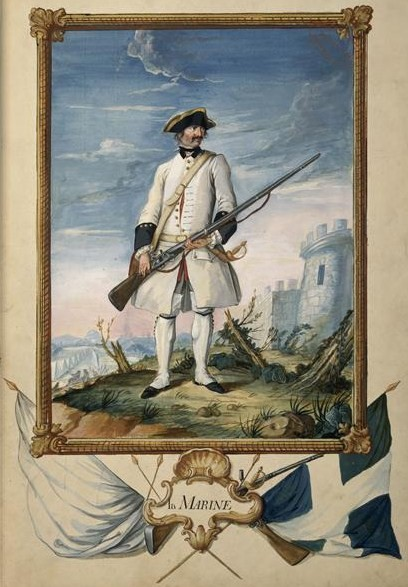
Hình ảnh Lính hải quân Pháp năm 1757

Trận Cuddalore hay trận Gondelour là một trận hải chiến giữa hải quân Pháp và hải quân Anh xảy ra vào ngày 29 tháng 4 năm 1758, là một trận chiến trong Chiến tranh Bảy Năm.

## Bối cảnh
Chiến tranh Bảy Năm chính thức bắt đầu năm 1756 ở Châu Âu. Ở Ấn Độ Dương, công ty Đông Ấn Anh và công ty Đông Ấn Pháp tranh giành ảnh hưởng. Tháng 3 năm 1757, người Anh chiếm quyền kiểm soát Chandannagar. Chính phủ Pháp gửi tiếp viện bao gồm 9 chiến thuyền xuất phát từ Pháp ngày 2 tháng 5 năm 1757 và tới vùng biển Ấn Độ tháng 4 năm 1758. Hai bên đụng độ ở Cuddalore, Ấn Độ.

## Kết quả
Phía Anh có 29 binh sĩ tử trận và 89 binh sĩ bị thương, trong khi đó phía Pháp chịu thiệt hại khoảng 600 người. Tuy nhiên các chiến thuyền Pháp đã thành công trong việc vượt qua sự ngăn chặn của phía Anh và đến được Pondicherry cùng ngày hôm đó, củng cố lực lượng cho hạm đội Pháp ở đây.